# Ламбсборн
Ламбсборн (њем. Lambsborn) општина је у њемачкој савезној држави Рајна-Палатинат. Једно је од 50 општинских средишта округа Кајзерслаутерн. Према процјени из 2010. у општини је живјело 761 становника. Посједује регионалну шифру (AGS) 7335201.

## Географски и демографски подаци
Ламбсборн се налази у савезној држави Рајна-Палатинат у округу Кајзерслаутерн. Општина се налази на надморској висини од 394 метра. Површина општине износи 4,7 km². У самом мјесту је, према процјени из 2010. године, живјело 761 становника. Просјечна густина становништва износи 161 становника/km².